# Spánverjavígin
Spánverjavígin også kendt som "drabene på spanierne" var den senest dokumenterede massakre i Islands historie. 31 baskiske hvalfangere blev dræbt af lokale islændinge i 1615 ved Vestfjorden. Massakren er beskrevet af Jón lærði Guðmundsson, som giver den lokale sysselmand, Ari Magnússon fra Ögur skylden for massakren.
Baskiske hvalfangere havde etableret verdens første storstilede hvalindustri i Terranova. I 1560-erne og 1570-erne blev flåden udbygget til ca. 30 skibe, bemandet med ca. 2.000 søfolk, som dræbte ca. 400 hvaler årligt. I begyndelsen af 1600-tallet nåede den baskiske flåde farvandene nær Island.
I 1615 indgik de lokale beboere og baskerne en aftale om afskibningen af hvalerne, som begge parter tilsyneladende var tilfredse med. Da skibene var klar til afsejling i september, blev de overrasket af en voldsom storm og knust mod klipperne. Martin de Villafranca og hans mandskab delte sig i to grupper. Efter at de baskiske skibe var stødt på grund gennemførte Ari Magnússon to retssager baseret på den islandske lovbog Jónsbók fra 1281, som ifølge politichefen tillod befolkningen at dræbe baskerne. Kaptajnen, Martín de Villafranca fra San Sebastian var blandt de dræbte.

## Eksterne links
- Slaying of Spaniards
- Whaling in Iceland history
- Eddurit Jóns Guðmundssonar lærða Arkiveret 21. juni 2009 hos  Wayback Machine  (Webside ikke længere tilgængelig)